# Malie (heraldiek)

Een malie van goud

Een malie of uitgebroken ruit is een heraldisch element in de vorm van een holle, van een "geledigde" ruit waardoor de onderliggende kleur zichtbaar is. Er is ook een "doorboorde ruit" waar de holte niet zelf een ruit is maar een rond gat.
Een voorbeeld van een malie is te zien in het wapen van de Franse gemeente Massals in de regio Occitanie.